# Tobiasz Bocheński

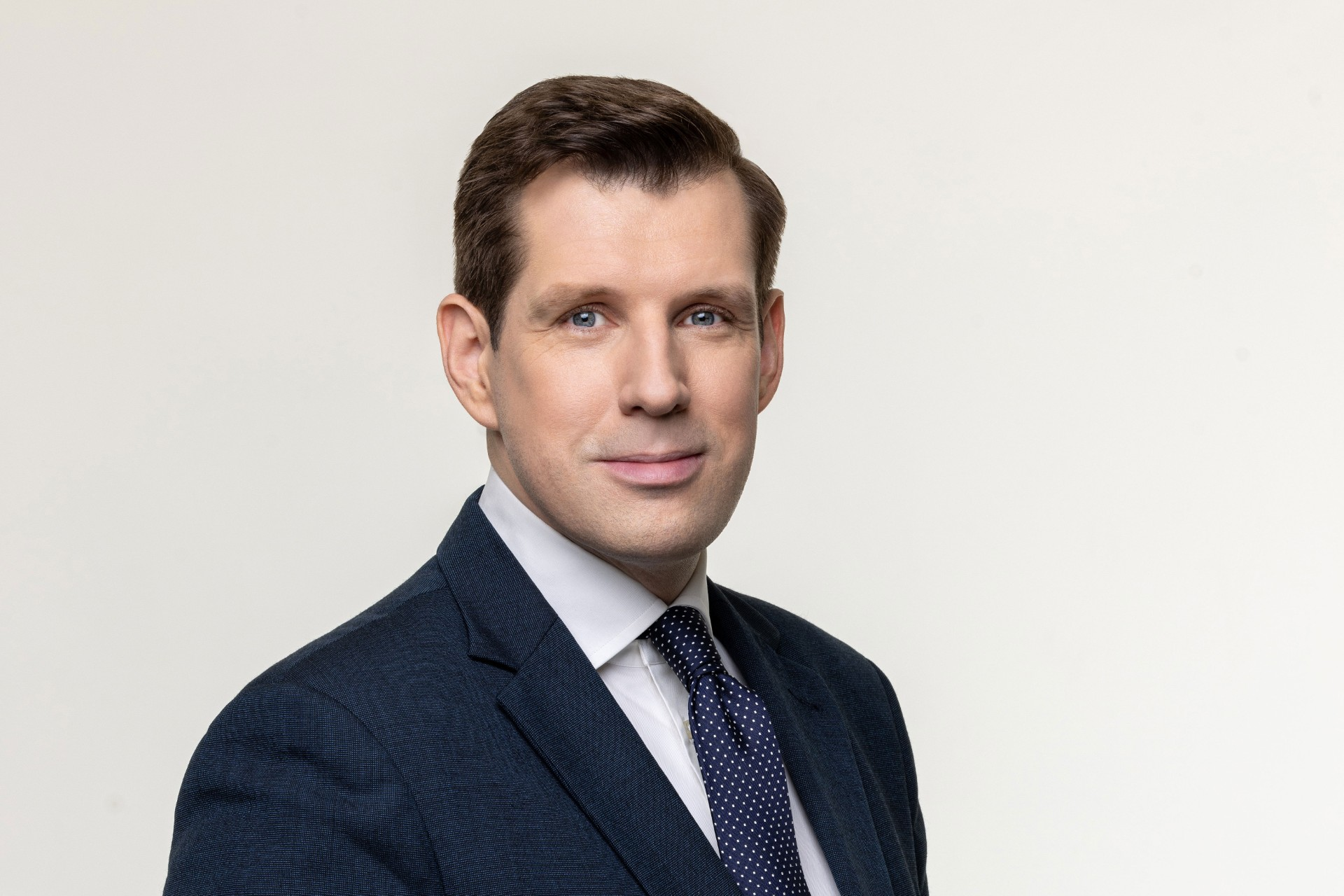
Tobiasz Bocheński (2024)

Tobiasz Bocheński (* 15. Dezember 1987 in Łódź) ist ein polnischer Politiker, Hochschullehrer und Jurist. Er war von 2019 bis 2022 Woiwode von Łódź und 2023 Woiwode von Masowien. Er wurde 2024 bei den Selbstverwaltungswahlen von der Prawo i Sprawiedliwość (Recht und Gerechtigkeit) als Kandidat für das Amt des Stadtpräsidenten von Warschau aufgestellt. Er erreichte den zweiten Platz. Bei der Europawahl 2024 wurde er ins Europaparlament gewählt. Dort gehört er der Fraktion Europäische Konservative und Reformer an. Er ist in der 10. Legislaturperiode (2024–2029) Mitglied im Rechtsausschuss sowie stellvertretendes Mitglied im Ausschuss für konstitutionelle Fragen.